# Лаодика (съпруга на Фраат II)
Вижте пояснителната страница за други личности с името Лаодика.
Лаодика (Laodike) е принцеса от династията на Селевкидите от 2 век пр.н.е.
Тя е дъщеря на цар Деметрий II Никатор († 126/125 пр.н.е.) и Клеопатра Теа († 121 пр.н.е.). През 138 пр.н.е. нейният пленен баща се жени неразведен от майка ѝ за Родогуна от Партия, сестра на цар Фраат II.
Фраат II, владетел на Партия (138-128 пр.н.е.) от династията на Арсакидите пуска на свобода нейния баща Деметрий II и се жени за Лаодика между 129 и 128 пр.н.е. Фраат II е убит от пленените от него гръцки търговци. На трона го последва чичо му Артабан I.
През 126/125 пр.н.е. нейната майка нарежда убийството на нейния баща, а през 125 пр.н.е. и нейните братя Селевк V Филометор и Антиох VIII Грюпос. През 121 пр.н.е. нейната майка е отровена.